# Фарбованська сільська рада
| Фарбованська сільська рада — колишній орган місцевого самоврядування у Яготинському районі Київської області з адміністративним центром у с. Фарбоване. Історична дата утворення: в 1927 році. Водоймища на території, підпорядкованій даній раді: річка Супій. Сільській раді підпорядковані населені пункти: - с. Фарбоване |

## Склад ради
Рада складається з 14 депутатів та голови.

### Керівний склад ради
| ПІБ                            | Основні відомості                                                         | Дата обрання | Дата звільнення |
| ------------------------------ | ------------------------------------------------------------------------- | ------------ | --------------- |
| Міцкелевич Антон Болеславович  | Сільський голова, 1957 року народження, освіта, безпартійний              | 26.03.2006   | 31.10.2010      |
| Малюга Віктор Іванович         | Сільський голова, 1959 року народження, освіта вища, член Партії регіонів | 31.10.2010   | 09.09.2012      |
| Дорошенко Сергій Олександрович | Сільський голова, 1974 року народження, освіта середня спеціальна,        | 09.09.2012   |                 |

Примітка: таблиця складена за даними джерела